# Natasha Wightman
Natasha Wightman (1973) è un'attrice britannica.

## Carriera
Ha studiato recitazione e balletto al Elmhurst Ballet and Theatre School di Camberley, Surrey.
Attiva sia al cinema che a teatro, in quest'ultimo ha interpretato anche As You Like It con la compagnia teatrale di Soho.

## Filmografia parziale
- Gosford Park, regia di Robert Altman (2001)
- Assassinio sull'Orient Express (Murder on The Orient Express) , regia di Carl Schenkel (2001) - film TV
- Shoreditch, regia di Malcolm Needs (2003)
- Mouth to Mouth, regia di  Alison Murray (2005)
- V per Vendetta (V for Vendetta), regia di James McTeigue (2005)